# Kebun Lada (Binjai Utara)
Kebun Lada is een bestuurslaag in het regentschap Binjai van de provincie Noord-Sumatra, Indonesië. Kebun Lada telt 4450 inwoners (volkstelling 2010).